# Municipio de Swan (Ohio)
El municipio de Swan (en inglés: Swan Township) es un municipio ubicado en el condado de Vinton en el estado estadounidense de Ohio. En el año 2010 tenía una población de 916 habitantes y una densidad poblacional de 9,41 personas por km².

## Geografía
El municipio de Swan se encuentra ubicado en las coordenadas 39°21′27″N 82°28′21″O / 39.35750, -82.47250. Según la Oficina del Censo de los Estados Unidos, el municipio tiene una superficie total de 97.37 km², de la cual 97 km² corresponden a tierra firme y (0,37 %) 0,36 km² es agua.

## Demografía
Según el censo de 2010, había 916 personas residiendo en el municipio de Swan. La densidad de población era de 9,41 hab./km². De los 916 habitantes, el municipio de Swan estaba compuesto por el 97,82 % blancos, el 0,22 % eran afroamericanos, el 0,11 % eran amerindios, el 0,22 % eran de otras razas y el 1,64 % eran de una mezcla de razas. Del total de la población el 0,76 % eran hispanos o latinos de cualquier raza.